# Dieter Quester

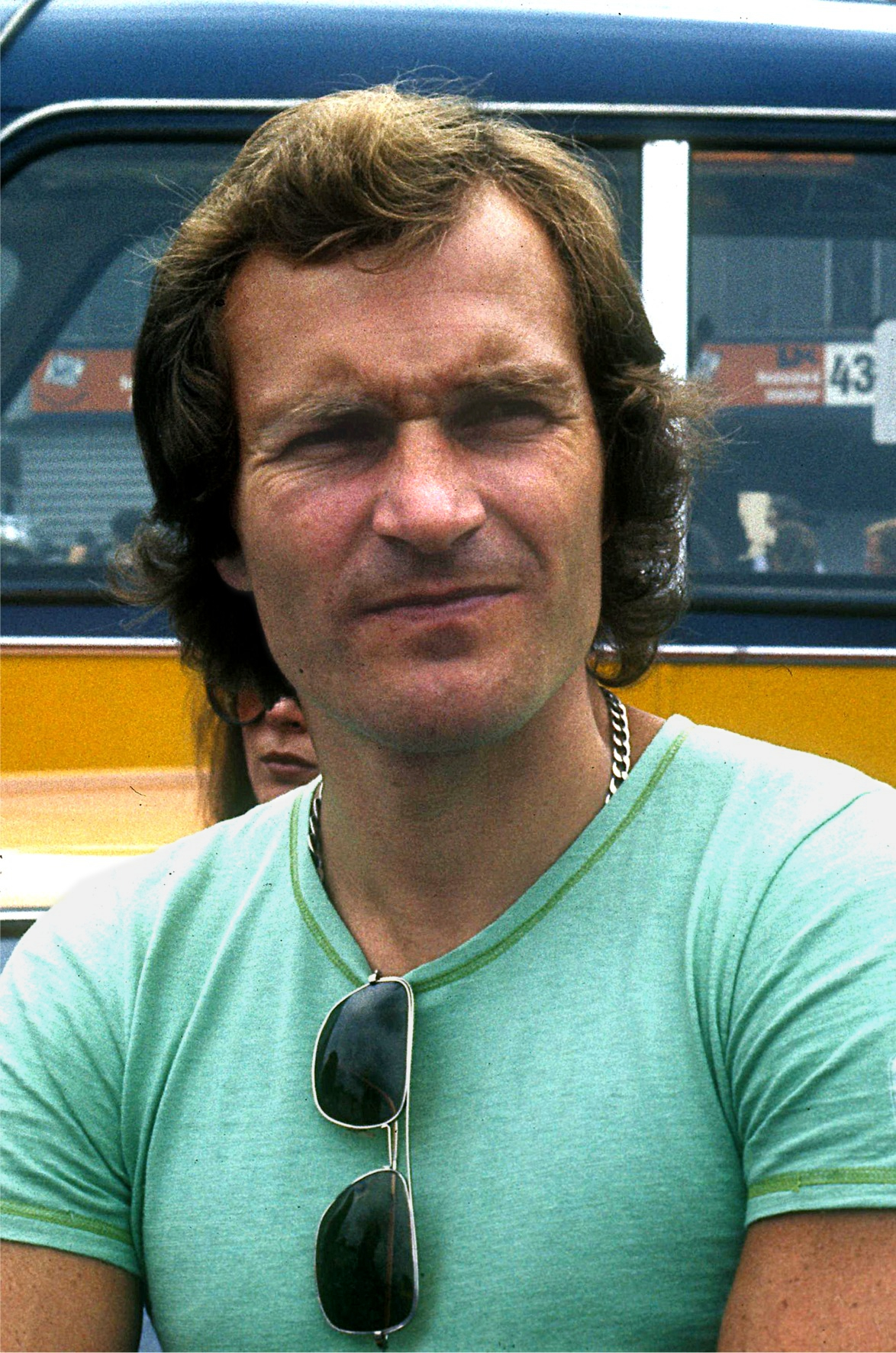
Dieter Quester

Dieter Quester (Wenen, 30 mei 1939) is een voormalig Formule 1-coureur uit Oostenrijk. Hij nam deel aan de Grand Prix van Duitsland in 1969 voor het team BMW en zijn thuisrace in 1974 voor het team Surtees, maar startte in de eerste niet en behaalde in de tweede een negende plaats, zodat hij geen WK-punten scoorde.